# Санси-ле-Шмино
Санси́-ле-Шмино́ (фр. Sancy-les-Cheminots) — коммуна во Франции, находится в регионе Пикардия. Департамент коммуны — Эна. Входит в состав кантона Фер-ан-Тарденуа. Округ коммуны — Суасон.
Код INSEE коммуны — 02698.

## Население
Население коммуны на 2010 год составляло 112 человек.
| 1962 | 1968 | 1975 | 1982 | 1990 | 1999 | 2010 |
| ---- | ---- | ---- | ---- | ---- | ---- | ---- |
| 75   | 49   | 48   | 64   | 85   | 106  | 112  |

## Экономика
В 2010 году среди 80 человек трудоспособного возраста (15—64 лет) 49 были экономически активными, 31 — неактивными (показатель активности — 61,3 %, в 1999 году было 73,0 %). Из 49 активных жителей работали 44 человека (22 мужчины и 22 женщины), безработных было 5 (1 мужчина и 4 женщины). Среди 31 неактивных 6 человек были учениками или студентами, 15 — пенсионерами, 10 были неактивными по другим причинам.